# Boekenleggers
Boekenleggers, eerbetoon aan zwarte stemmen (oorspronkelijke Engelse titel: Bookmarks: Celebrating Black Voices) is een educatief televisieprogramma uit 2020, gepresenteerd door Marley Dias. Geproduceerd door Jesse Collins Entertainment voor Netflix en geregisseerd door Fracaswell Hyman, ging de serie in première op 1 september 2020.

## Lijst met afleveringen
| No. | Engelse titel                                            | Nederlandse titel                                                           | NL stemacteur       |
| --- | -------------------------------------------------------- | --------------------------------------------------------------------------- | ------------------- |
| 1.  | Tiffany Haddish reads "I Love My Hair"                   | Tiffany Haddish leest voor uit 'Ik houd van mijn haar!                      | Peggy Sandaal       |
| 2   | Grace Byers reads "I Am Enough"                          | Grace Byers leest voor uit 'Ik ben genoeg'                                  | Canick Hermans      |
| 3.  | Caleb McLaughlin reads "Crown: An Ode to the Fresh Cut"  | Caleb McLaughlin leest voor uit 'Mijn kroon: een ode aan het nieuwe kapsel' | Anwar Lachman       |
| 4.  | Lupita Nyong'o reads "Sulwe"                             | Lupita Nyong'o leest voor uit 'Sulwe'                                       | Channah Hewitt      |
| 5.  | Marsai Martin reads "ABCs For Girls Like Me"             | Marsai Martin leest voor uit 'Abc voor meisjes zoals ik'                    | Venna van den Bosch |
| 6.  | Karamo Brown reads "I Am Perfectly Designed"             | Karamo Brown leest voor uit 'Ik ben perfect zoals ik ben'                   | Alkan Cöklü         |
| 7.  | Jill Scott reads "Pretty Brown Face" and "Brown Boy Joy" | Jill Scott leest voor uit 'Mooi bruin gezicht' en 'Blij bruin jongetje'     | Carolina Dijkhuizen |
| 8.  | Misty Copeland reads "Firebird"                          | Misty Copeland leest voor uit 'De vuurvogel'                                | Jasmine Sendar      |
| 9.  | Common reads "Let's Talk About Race"                     | Common leest voor uit 'Laten we eens over verschillen praten'               | Ricardo McDougal    |
| 10. | Jacqueline Woodson reads "The Day You Begin"             | Jacqueline Woodson leest voor uit 'De dag waarop je jezelf ontdekt'         | Carolina Dijkhuizen |
| 11. | Kendrick Sampson reads "Antiracist Baby"                 | Kendrick Sampson leest voor uit 'Antiracistische baby'                      | Juliann Ubbergen    |
| 12. | Marley Dias reads "We March"                             | Marley Dias leest voor uit 'De mars'                                        | Munaycha Draaibas   |